# Carrière romaine de Barutel
La carrière romaine de Barutel est située route d'Alès à Nîmes, dans le département du Gard et la région Languedoc-Roussillon. D'époque gallo-romaine, cette carrière est inscrite au titre des monuments historiques depuis 1991.